# Egyptisk blålotus
Egyptisk blålotus (Nymphaea caerulea) är en art i familjen näckrosväxter som förekommer i tropiska nordöstra Afrika och söderut till Sydafrika. Den används som akvarieväxt i Sverige. Systematiskt är arten svårplacerad och släktskapet med stjärnlotus (N. nouchali) och kaplotus (N. capensis) är inte fullt utrett. Egyptisk blålotus hör dock hemma i Afrika, medan stjärnlotusen hör hemma i Asien till Australien.

## Biologi och utbredning
Egyptisk blålotus är en flerårig, vattenlevande ört. Bladen blir 30-40 cm och är ovala till rundade, endast svagt vågiga vid bladfästet. De är mörkt gröna, ibland med purpur fläckar på undersidan. Bladundersidan är rosa till purpurfärgad. Blommorna hålls ovanför vattenytan, de är öppna på dagen, svagt doftande och blir 7-15 cm i diameter. Foderbladen är fyra och kronbladen är 14-20 stycken, ljust blå med vit bas. Vitblommande plantor förekommer.
Den asiatiska stjärnlotusen (N. nouchali) liknar mycket egyptisk blålotus och släktskapet är inte fullt utrett. Den asiatiska arten har något mindre blommor och mindre blad med oregelbundet vågiga bladkanter. En annan liknande art är kaplotus (N. capensis) som även den har vågiga eller tandade blad. Kaplotusens blommor är mycket större än de hos egyptisk blålotus och de är vanligen kraftigare blå.

## Användning
Blå lotus var en enteogen i det forntida Egypten. Den har en angenäm doft och användes i parfym och doftoljor.

## Synonymer
För vetenskapliga synonymer, se Wikispecies.